# Бечевинская (бухта)
Бечевинская — бухта, расположенная на восточном побережье полуострова Камчатка, на севере Авачинского залива. Административно относится к Елизовскому району Камчатского края России.
Бухта врезается в Шипунский полуостров на северо-восток. Ограничена западным входным мысом Ловушек и восточным мысом Входной. Максимальная глубина — 54 м.
Нанесена на карту Т. И. Шмалевым в 1765 году как гавань Святого архистратига Гавриила по названию корабля, вынужденно оставшегося здесь на зимовку. Однако гидроним не прижился, и вскоре залив стали именовать по фамилии владельца судна — купца И. Бечевина, организатора второй русской экспедиции на Аляску. В 1791 году морскую съёмку бухты произвёл Г. А. Сарычев, в 1830 году она исследована штурманом И. Ильиным.
В 1900 году южную часть гавани подробно картографировал Ф. К. Гек, работу которого уточнил в следующем году мичман В. В. Драхенфельсомгод.
В 1960-х гг. в бухте Бечевинской образована маневренная база советских подводных лодок Финвал, которая была ликвидирована в 1996 году.